# Tabanus propinquus
Tabanus propinquus är en tvåvingeart som beskrevs av Macquart 1855. Tabanus propinquus ingår i släktet Tabanus och familjen bromsar. Inga underarter finns listade i Catalogue of Life.